# 贝西吡啶
贝西吡啶是一种有机化合物，分子式C16H17N3，属于4-氨基吡啶衍生物，用作益智藥和治疗阿茲海默症的药物。